# WikiAfrica
WikiAfrica — проект, сосредоточенный на привлечении африканских культурных организаций, музеев и архивов, а также блогеров и журналистов делиться своими знаниями об Африке в Википедии.
Организации Africa Centre и lettera27 совместно создали этот проект в 2007 году для международного сотрудничества по африканизации Википедии, и изначально ставили цель создать около 30 тысяч статей в Википедии за два года. Основная идея этого проекта привлечь людей, обладающим глубокими познаниями об африканском континенте, участвовать в представлении Африки в сети. Проект старается способствовать созданию свободной энциклопедии, которая позволит сделать общедоступной как текущую информацию, так и исторические данные об Африке, тем самым повысив общую осведомлённоть об этом континенте.

## История
Проект WikiAfrica начался в 2007 году, когда его лидеры сосредоточилось на создании доступного контента и привлечении экспертов и организаций, а также использовании других активов.
Некоммерческая организация lettera27 и организация по изучению африканского современного искусства Africa Centre объединились, чтобы получить больше информации об Африке от самих африканцев. С точки зрения освещения событий, людей и мест, истории, литературы, науки, искусства и другой важной информации, Африканский континент меньше остальных представлен в Интернете, поэтому было решено не просто переводить английскую Википедию, а увеличить общую осведомленность об Африке и её культуре.

## Концепция
Проект WikiAfrica работает со свободно распространяемыми материалами, опубликованными под свободными лицензиями Creative Commons CC-BY-SA и GNU Free Documentation License.
Участникам пан-африканских организаций и проекта WikiAfrica предлагают создавать новые статьи, освещая африканский континент и улучшать уже имеющие статьи об Африке. Это происходит путём обмена знаниями и перевода статей.

## Развитие в Интернете
WikiAfrica в основном сотрудничает с фондом lettera27 и Africa Centre, с содействием итальянского фонда Викимедиа.
Lettera 27 и Викимедиа-Италия спопособствуют распространению идеи проекта WikiAfrica в Интернете, научных исследованиях, публикациях и при организации различных мероприятий.